# Solange Schwarz
Pour les articles homonymes, voir Schwarz.
Solange Schwarz, née en 1910 et morte en 2000, est une ballerine française formée à l'école de danse de l'Opéra national de Paris.
Après avoir obtenu le titre de danseuse étoile à l'Opéra-Comique en 1932, elle est la première danseuse, en même temps que Lycette Darsonval, à obtenir officiellement le titre d'étoile à l'Opéra de Paris en 1940 pour avoir interprété le rôle principal lors de la première d'Entre deux rondes de Serge Lifar. À partir de 1945, elle se produit avec les Ballets des Champs-Élysées et avec les compagnies du Marquis de Cuevas.
Après s'être retirée de la scène en 1957 elle enseigne la danse pendant plus de vingt ans au Conservatoire de Paris.

## Famille et enfance
Née à Paris le 12 novembre 1910, Solange Schwarz est la fille du danseur et professeur de ballet Jean Schwarz et d'Eugénie née Nibert. Sa tante Jeanne Schwarz (en) était danseuse étoile du Ballet de l'Opéra de Paris et ses sœurs Nelly, Janine et Christiane y dansaient également. Ce n’est donc pas une surprise qu’elle devienne élève à l’École de Ballet de l’Opéra.

## Carrière
Schwarz rejoint le ballet de l'opéra de Paris en 1930 mais part pour l'Opéra Comique en 1937 où elle devient immédiatement étoile, se produisant dans Le Lac des cygnes, La Rosière du village, Reflets d'Allemagne et La Pantoufle de vair de Marcel Delannoy.
Elle revient à l'Opéra de Paris en 1937 où, en 1940, elle devient la première danseuse, avec Lycette Darsonval, à être officiellement nommée étoile après avoir accompagné Serge Lifar dans son Entre deux rondes,. Au sein du ballet de l'Opéra, elle se produit également dans Bacchus et Ariane (1931), Alexandre le Grand (1937), Le Chevalier et la Demoiselle (1941); Joan de Zarissa de Werner Egk (10 juillet 1942) et Suite en Blanc (en) (1943) de Lifar.
Après la fin de la Seconde Guerre mondiale elle quitte l'Opéra avec Lifar pour se produire avec les Ballets des Champs-Élysées, l'Opéra-Comique (1949-1951) et les compagnies fondées par le marquis de Cuevas. L'un de ses rôles les plus réussis est Swanhilda dans Coppélia qu'elle interpréte pour la dernière fois à l'Opéra de Paris le soir de sa retraite de la scène en 1957.
Par la suite, elle enseigne la danse pendant plus de vingt ans au Conservatoire de Paris,.
Solange Schwarz meurt à Ramatuelle dans le Var le 24 avril 2000,,.